# Saut à la perche féminin aux Jeux olympiques d'été de 2016
Pour un article plus général, voir Athlétisme aux Jeux olympiques d'été de 2016.
Navigation
Londres 2012 Tokyo 2020
L'épreuve du saut à la perche féminin aux Jeux olympiques de 2016 se déroule les 16 et 19 août 2016 au Stade olympique de Rio de Janeiro, au Brésil. Elle est remportée par la Grecque Ekateríni Stefanídi avec la marque de 4,85 m.

## Résultats

### Finale
| Rang                                | Athlète             | Pays             | 4.35 | 4.50 | 4.60 | 4.70 | 4.80 | 4.85 | 4.90 | 4.95 | Marque | Notes |
| ----------------------------------- | ------------------- | ---------------- | ---- | ---- | ---- | ---- | ---- | ---- | ---- | ---- | ------ | ----- |
| Médaille d'or, Jeux olympiques      | Ekateríni Stefanídi | Grèce            | —    | —    | o    | o    | xo   | xo   | xxx  |      | 4.85   |       |
| Médaille d'argent, Jeux olympiques  | Sandi Morris        | États-Unis       | —    | o    | o    | xo   | xo   | xo   | xxx  |      | 4.85   |       |
| Médaille de bronze, Jeux olympiques | Eliza McCartney     | Nouvelle-Zélande | —    | o    | o    | o    | o    | xxx  |      |      | 4.80   | NR    |
| 4                                   | Alana Boyd          | Australie        | —    | o    | o    | xxo  | xo   | xxx  |      |      | 4.80   |       |
| 5                                   | Holly Bradshaw      | Grande-Bretagne  | —    | o    | xo   | o    | xxx  |      |      |      | 4.70   | SB    |
| 6                                   | Nicole Büchler      | Suisse           | —    | o    | xxo  | o    | x-   | xx   |      |      | 4.70   |       |
| 7                                   | Yarisley Silva      | Cuba             | —    | o    | xo   | xxx  |      |      |      |      | 4.60   |       |
| 7                                   | Jennifer Suhr       | États-Unis       | —    | —    | xo   | xxx  |      |      |      |      | 4.60   |       |
| 9                                   | Martina Strutz      | Allemagne        | o    | o    | xxo  | xxx  |      |      |      |      | 4.60   |       |
| 10                                  | Lisa Ryzih          | Allemagne        | —    | o    | —    | xxx  |      |      |      |      | 4.60   |       |
| 11                                  | Tina Šutej          | Slovénie         | o    | xo   | xxx  |      |      |      |      |      | 4.50   |       |
| 12                                  | Kelsie Ahbe         | Canada           | xxo  | xxo  | xxx  |      |      |      |      |      | 4.50   |       |

### Qualifications
| Rang | Groupe | Athlète                | Pays               | 4.15 | 4.30 | 4.45 | 4.55 | 4.60 | Marque | Notes |
| ---- | ------ | ---------------------- | ------------------ | ---- | ---- | ---- | ---- | ---- | ------ | ----- |
| 1    | A      | Ekaterini Stefanidi    | Grèce              | –    | –    | –    | –    | o    | 4.60   | Q     |
| 2    | A      | Holly Bradshaw         | Grande-Bretagne    | –    | –    | o    | xo   | o    | 4.60   | Q     |
| 2    | A      | Lisa Ryzih             | Allemagne          | –    | –    | –    | xo   | o    | 4.60   | Q     |
| 2    | B      | Jenn Suhr              | États-Unis         | –    | –    | –    | xo   | o    | 4.60   | Q     |
| 5    | A      | Eliza McCartney        | Nouvelle-Zélande   | –    | –    | xxo  | xo   | o    | 4.60   | Q     |
| 5    | B      | Yarisley Silva         | Cuba               | –    | –    | xo   | xxo  | o    | 4.60   | Q     |
| 7    | B      | Martina Strutz         | Allemagne          | –    | o    | xo   | o    | xo   | 4.60   | Q     |
| 8    | A      | Kelsie Ahbe            | Canada             | –    | o    | o    | o    | –    | 4.55   | q     |
| 8    | A      | Alana Boyd             | Australie          | –    | –    | o    | o    | –    | 4.55   | q     |
| 8    | B      | Nicole Büchler         | Suisse             | –    | –    | o    | o    | –    | 4.55   | q     |
| 8    | A      | Sandi Morris           | États-Unis         | –    | –    | o    | o    | –    | 4.55   | q     |
| 8    | B      | Tina Šutej             | Slovénie           | o    | o    | o    | o    | –    | 4.55   | q     |
| 13   | B      | Minna Nikkanen         | Finlande           | –    | o    | xo   | o    | xxx  | 4.55   |       |
| 14   | B      | Angelica Bengtsson     | Suède              | o    | o    | o    | xo   | xxx  | 4.55   |       |
| 14   | A      | Maryna Kylypko         | Ukraine            | o    | o    | o    | xo   | xxx  | 4.55   |       |
| 16   | B      | Li Ling                | Chine              | –    | o    | xo   | xo   | xxx  | 4.55   |       |
| 17   | A      | Michaela Meijer        | Suède              | –    | o    | o    | xxx  |      | 4.45   |       |
| 17   | B      | Alysha Newman          | Canada             | –    | o    | o    | xxx  |      | 4.45   |       |
| 19   | A      | Jiřina Ptáčníková      | République tchèque | –    | o    | xo   | xxx  |      | 4.45   |       |
| 19   | A      | Lexi Weeks             | États-Unis         | –    | o    | xo   | xxx  |      | 4.45   |       |
| 21   | B      | Sonia Malavisi         | Italie             | o    | o    | xxo  | xxx  |      | 4.45   |       |
| 21   | B      | Annika Roloff          | Allemagne          | –    | o    | xxo  | xxx  |      | 4.45   |       |
| 23   | A      | Angelica Moser         | Suisse             | xo   | xxo  | xxo  | xxx  |      | 4.45   |       |
| 24   | B      | Romana Maláčová        | République tchèque | o    | o    | xxx  |      |      | 4.30   |       |
| 24   | A      | Wilma Murto            | Finlande           | –    | o    | xxx  |      |      | 4.30   |       |
| 24   | B      | Marta Onofre           | Portugal           | o    | o    | xxx  |      |      | 4.30   |       |
| 27   | B      | Tori Pena              | Irlande            | o    | xo   | xxx  |      |      | 4.30   |       |
| 28   | A      | Vanessa Boslak         | France             | o    | xxo  | xxx  |      |      | 4.30   |       |
| 29   | A      | Joana Costa            | Brésil             | o    | xxx  |      |      |      | 4.15   |       |
| 29   | B      | Anicka Newell          | Canada             | o    | xxx  |      |      |      | 4.15   |       |
| 29   | B      | Diamara Planell        | Porto Rico         | o    | xxx  |      |      |      | 4.15   |       |
| 29   | A      | Femke Pluim            | Pays-Bas           | o    | xxx  |      |      |      | 4.15   |       |
| 29   | A      | Maria Leonor Tavares   | Portugal           | o    | xxx  |      |      |      | 4.15   |       |
| 34   | B      | Iryna Yakaltsevich     | Biélorussie        | xxo  | xxx  |      |      |      | 4.15   |       |
|      | B      | Fabiana Murer          | Brésil             | –    | –    | –    | xxx  |      | NM     |       |
|      | A      | Ren Mengqian           | Chine              | xxx  |      |      |      |      | NM     |       |
|      | B      | Nikoleta Kyriakopoulou | Grèce              |      |      |      |      |      | DNS    |       |
|      | A      | Robeilys Peinado       | Venezuela          |      |      |      |      |      | DNS    |       |

## Légende
Records et Performances
- AR : Record continental (area record)
- CR : Record des championnats (championship record)
- MR : Record du meeting (meet record)
- NR : Record national (national record)
- OR : Record olympique (olympic record)
- PR : Record paralympique (paralympic record)
- PB : Record personnel (personal best)
- SB : Meilleure performance personnelle de la saison (season's best)
- WL : Meilleure performance mondiale de l'année (world leader)
- WJR : Record du monde junior (world junior record)
- WR : Record du monde (world record)

Circonstances et Conditions
- DNF : N'a pas terminé (did not finish)
- DNS : N'a pas pris le départ (did not start)
- DQ : Disqualification (disqualification)
- NM : Aucun essai valable enregistré (No Mark)
- Q : Qualifié « directement » au prochain tour (ou à la prochaine compétition), lors d'une compétition majeure, grâce au classement ou à la réalisation des minima (automatic qualifier)
- q : Qualifié au prochain tour (ou à la prochaine compétition), lors d'une compétition majeure, grâce au repêchage ou à la réalisation de l'une des meilleures performances parmi celles des « non qualifiés directement » (grâce au meilleur temps ou à la meilleure distance par exemple) (secondary qualifier)